# Кубок Беларуси по футболу 2007/2008
Кубок Беларуси по футболу 2007/2008 годов — 17-й розыгрыш ежегодного клубного турнира, второго по значимости в стране. Обладителем трофея во 2-й раз стал минский МТЗ-РИПО, обыгравший солигорский «Шахтёр» со счётом 2:1.

## 1/32 финала
Согласно положению о Кубке Беларуси, на этой стадии розыгрыша победитель определялся по результату одного матча.
Матчи состоялись 28 июля 2007 года.
- Химик (Гродно, КФК) — Ведрич-97 (Речица, Д2) — 1:4.
- Полесье (Козенки, Д3) — ФК Лида (Д3) — 0:2.
- ДЮСШ (Кировск, КФК) — Верас (Несвиж, Д2) — 0:4.
- Ливадия (Дзержинск, Д3) — Вертикаль (Калинковичи, Д3) — 0:3.
- ФК Городея (КФК) — ФК Мозырь (Д2) — 0:2.
- СК Налоговик (Минск, КФК) — Химик (Светлогорск, Д2) — 0:0 (пен. 1:3).
- ПМК-7 (Ганцевичи, КФК) — ФК Полоцк (Д2) — 3:1.
- ФК Кобрин (КФК) — Савит 
(Могилёв, Д2) — 0:9.
- ФК Осиповичи (Д3) — Коммунальник (Слоним, Д2) — 0:1.
- Неман (Мосты, Д3) — Коммунальник (Жлобин, Д3) — 1:4.
- Мясокомбинат 
(Витебск, Д3) — Гранит (Микашевичи, Д2) — 2:1.
- ФК Орша 
(Д3) — Динамо-Белкард (Гродно, Д2) — 0:3.
- ФК Берёза (Д3) — Волна (Пинск, Д2) — 0:1.
- ФК Молодечно 
(Д3) — ФК Барановичи (Д2) — 1:5.
- Спартак (Шклов, Д3) — ПМЦ-Поставы (Д3) — 3:1.

Матч состоялся 30 июля 2007 года.
- Нефтяник (Речица, КФК) — Звезда-БГУ (Минск, Д2) — 0:1.

## 1/16 финала
Согласно положению о Кубке Беларуси, на этой стадии розыгрыша победитель определялся в одном матче.
Клубы Высшей лиги, а также Локомотив (Минск, Д2) и Белшина (Бобруйск, Д2) начали выступления с 1/16 финала.
Матчи состоялись 16 августа 2007 года.
- Верас (Несвиж, Д2) — Белшина (Бобруйск, Д2) — 2:0.
- Химик (Светлогорск, Д2) — Нафтан (Новополоцк) — 1:0.
- ПМК-7 (Ганцевичи, КФК) — МТЗ-РИПО (Минск) — 2:3.
- Коммунальник (Жлобин, Д3) — ФК Сморгонь — 1:1 (пен. 2:1).
- Коммунальник (Слоним, Д2) — ФК Гомель — 0:5.
- Волна (Пинск, Д2) — Динамо (Брест) — 0:1.
- Ведрич-97 (Речица, Д2) — ФК Минск — 0:1.
- Вертикаль (Калинковичи, Д3) — Дарида (Минский район) — 0:3.
- ФК Барановичи (Д2) — Неман 
(Гродно) — 0:3.
- Звезда-БГУ (Минск, Д2) — Локомотив (Минск, Д2) — 1:2.
- Динамо-Белкард (Гродно, Д2) — ФК Витебск — 1:2.
- ФК Лида 
(Д3) — Днепр (Могилёв) — 1:2.

Матч состоялся 19 августа 2007 года.
- Спартак (Шклов, Д3) — БАТЭ 
(Борисов) — 0:2.

Матч состоялся 5 сентября 2007 года.
- Савит (Могилёв, Д2) — Шахтёр (Солигорск) — 0:2.

Матч состоялся 6 сентября 2007 года.
- Мясокомбинат (Витебск, Д3) — Торпедо (Жодино) — 2:0.

Матч состоялся 11 сентября 2007 года.
- Мозырь (Д2) — Динамо (Минск) — 1:4.

## 1/8 финала
Согласно положению о Кубке Беларуси, на этой и последующих стадиях розыгрыша победитель определялся по сумме двух матчей.

### Первые матчи
Матчи состоялись 15 марта 2008 года.
- Динамо (Брест) — ФК Гомель — 0:2.
- Локомотив (Минск) — Динамо (Минск) — 0:2.
- Минск 
(Д2) — Шахтёр (Солигорск) — 0:1.
- Коммунальник (Жлобин, Д3) — МТЗ-РИПО (Минск) — -:+ (снялся с розыгрыша).

Матчи состоялись 16 марта 2008 года.
- БАТЭ (Борисов) — Верас (Несвиж, Д2) — 1:0.
- Химик (Светлогорск, Д2) — Мясокомбинат (Витебск, Д3) — 1:0.
- Дарида (Минский район) — Неман 
(Гродно) — 1:0.
- Днепр (Могилёв) — ФК Витебск — 1:0.

### Ответные матчи
Матчи состоялись 21 марта 2008 года.
- Динамо (Минск) — Локомотив (Минск) — 0:1.
- МТЗ-РИПО (Минск) — Коммунальник (Жлобин) — +:- (снялся с розыгрыша).
- Верас (Несвиж) — БАТЭ (Борисов) — 0:1.
- ФК Витебск — Днепр (Могилёв) — 0:1.

Матчи состоялись 22 марта 2008 года.
- ФК Гомель — Динамо (Брест) — 1:2.
- Шахтёр (Солигорск) — ФК Минск — 3:2.
- Мясокомбинат (Витебск) — Химик (Светлогорск) — 0:1.
- Неман (Гродно) — Дарида (Минский район) — 0:1.

## 1/4 финала

### Первые матчи
Матчи состоялись 29 марта 2008 года.
- Химик (Светлогорск, Д2) — БАТЭ (Борисов) — 1:3.
- МТЗ-РИПО (Минск) — ФК Гомель — 4:0.
- Дарида (Минский район) — Шахтёр (Солигорск) — 1:2.
- Днепр 
(Могилёв) — Динамо (Минск) — 0:0.

### Ответные матчи
Матчи состоялись 2 апреля 2008 года.
- БАТЭ 
(Борисов) — Химик (Светлогорск, Д2) — 0:0.
- ФК Гомель — МТЗ-РИПО (Минск) — 2:0.
- Шахтёр (Солигорск) — Дарида 
(Минский район) — 1:0.
- Динамо (Минск) — Днепр (Могилёв) — 1:0 (д.в.).

## 1/2 финала

### Первые матчи
Матчи состоялись 16 апреля 2008 года.
- БАТЭ (Борисов) — МТЗ-РИПО (Минск) — 2:4.
- Шахтёр (Солигорск) — Динамо (Минск) — 1:0.

### Ответные матчи
Матчи состоялись 30 апреля 2008 года.
- МТЗ-РИПО (Минск) — БАТЭ (Борисов) — 2:1.
- Динамо (Минск) — Шахтёр (Солигорск) — 2:3.

## Финал
| 18 мая 2008 18:00 | \| Шахтёр (Солигорск) \| 1:2 (0:1) \| МТЗ-РИПО (Минск) \| \| Стрипейкис (82) \| Голы \| В. Глеб (5) Страханович (83) \| | Динамо, Минск Зрителей: 8500 Судья: А. Кульбаков (Гомель) |
| Шахтёр: Гаев, Былина, Ковальчук, Бранфилов, Гукайло, Леончик (к), Букаткин (Быченок, 46), Мартинович (Зюлев, 52), Баланович (Стрипейкис, 74), Жуковский, Никифоренко. Тренер: Юрий Вергейчик. МТЗ-РИПО: Сулима (к), Стащенюк, Зрнанович, Осипович, Еремчук, Камара (Сеолин, 59), Щегрикович (Бубнов, 68), Страханович, Сащеко (Толканица, 78), Глеб, Концевой. Тренер: Юрий Пунтус. ПРЕДУПРЕЖДЕНИЯ: Гукайло (45), Жуковский (75) - Камара (31), Страханович (54). УДАЛЕНИЕ: Страханович (84). | |                                                           |
| Отчёт | |                                                           |
| Шахтёр (Солигорск) | 1:2 (0:1) | МТЗ-РИПО (Минск)                                          |
| Стрипейкис (82) | Голы | В. Глеб (5) Страханович (83)                              |

| Обладатель Кубка Беларуси 2007/08 |
| --------------------------------- |
| МТЗ-РИПО (Минск) Второй кубок     |